# Ill Bill
William Braunstein, mais conhecido como Ill Bill, é um rapper e produtor estadunidense judeu, nascido no Brooklyn, em Nova Iorque.
Braunstein é irmão mais velho do rapper e produtor musical Necro, ícone do horrorcore no underground americano.

## Biografia
Ill Bill foi líder do grupo Non Phixion e atualmente tem se envolvido com o grupo La Coka Nostra, ao lado de Everlast, Slaine, Danny Boy e DJ Lethal. Em 2004 lançou seu primeiro álbum "What's Wrong with Bill?" pela Psycho+Logical-Records e desde então, foi lançando mixtapes enquanto preparava seu próximo álbum, "The Hour of Reprisal" e o primeiro da LCN, "A Brand You Can Trust".
Em setembro de 2008 lançou "The Hour of Reprisal", seu primeiro álbum em selo próprio, o álbum tem participações de Howard Jones do Killswitch Engage, Vinnie Paz do Jedi Mind Tricks, DJ Lethal, H.R. e Darryl Jenifer dos Bad Brains, Immortal Technique, Max Cavalera, DJ Premier, HERO, Slaine, Everlast, B-Real e DJ Muggs do Cypress Hill, Raekwon do Wu-Tang Clan, Tech N9ne e do seu irmão Necro.
Em Julho de 2009, o grupo La Coka Nostra lançou seu primeiro álbum, depois fazer relativo sucesso lançando músicas na internet. O álbum teve participações do ex-membro Big Left, Sen Dog e B-Real do Cypress Hill, Sick Jacken do Psycho Realm, Snoop Dogg, Bun B, Immortal Technique e Q-Unique.
atualmente ele tem se concentrado em trabalhar com álbuns colaborativos, ao lado de nomes como DJ Muggs, Vinnie Paz e Sean Price. Possivelmente lançará uma mixtape com Raekwon. E chegou a se falar num trabalho ao lado de Crooked I e do grupo de produtores Blue Sky Black Death, porém o projeto foi cancelado.
Bill entrou em turnê com Paul Wall e Tech N9ne durante 2008.

## Discografia
- 2004: What's Wrong with Bill?
- 2008: The Hour of Reprisal
- 2010: Kill Devil Hills (DJ Muggs vs. Ill Bill)
- 2011: Heavy Metal Kings (Ill Bill & Vinnie Paz)
- ????: The Pill (Ill Bill & Sean Price)

### mixtapes
- 2003: Ill Bill Is the Future
- 2006: Ill Bill Is the Future Vol. II: I'm a Goon!
- 2007: Black Metal